# Jonathan Kite
Jonathan Kite je americký herec, komik a imitátor. Jeho nejznámější rolí je Oleg Golishevsky v sitcomu 2 Socky.

## Životopis
Vyrůstal v Skokie ve státě Illinois a navštěvoval Old Orchard Junior High a střední školu Niles North. Má divadelní titul z Univerzity v Illinois.
Od roku 2011 se objevuje v sitcomu 2 Socky, kde hraje roli Olega Golishevskeho, což je strašidelný ukrajinský kuchař, který pracuje v bistru. Mezi jeho další práci v televizi patří hostování v seriálech Vychovávat Hope, Nakopni to, Americký táta, The Life & Times of Tim, In the Flow with Affion Crockett a Kouzelníci z Waverly. Také se objevil v několika reklamách pro společnosti AT&T a Muscle Milk.
Jako stand-up komik je nejznámější za své imitace, kde napodobuje více než padesát celebrit, včetně Vince Vaughna, Toma Hankse, Roberta Downeyho Jr., Setha Rogena, Marka Wahlberga a Liama Neesona.